# Colletotrichum pisi
Colletotrichum pisi är en svampart som beskrevs av Pat. 1891. Colletotrichum pisi ingår i släktet Colletotrichum och familjen Glomerellaceae.   Inga underarter finns listade i Catalogue of Life.